# Педоси (Хмельницький район)
Педо́си — село в Україні, у Чорноострівській селищній територіальній громаді Хмельницького району Хмельницької області. Населення становить 479 осіб станом на 2015 рік. У 2024 році населення складає близько 400 мешканців.
12 жовтня 2013 року керуючий Хмельницькою єпархією Київського Патріархату Високопреосвященний Антоній, митрополит Хмельницький і Кам'янець-Подільський, освятив храм на честь Покрови Пресвятої Богородиці в співслужінні духовенства єпархії та духовенства УАПЦ на Хмельниччині.

## Галерея

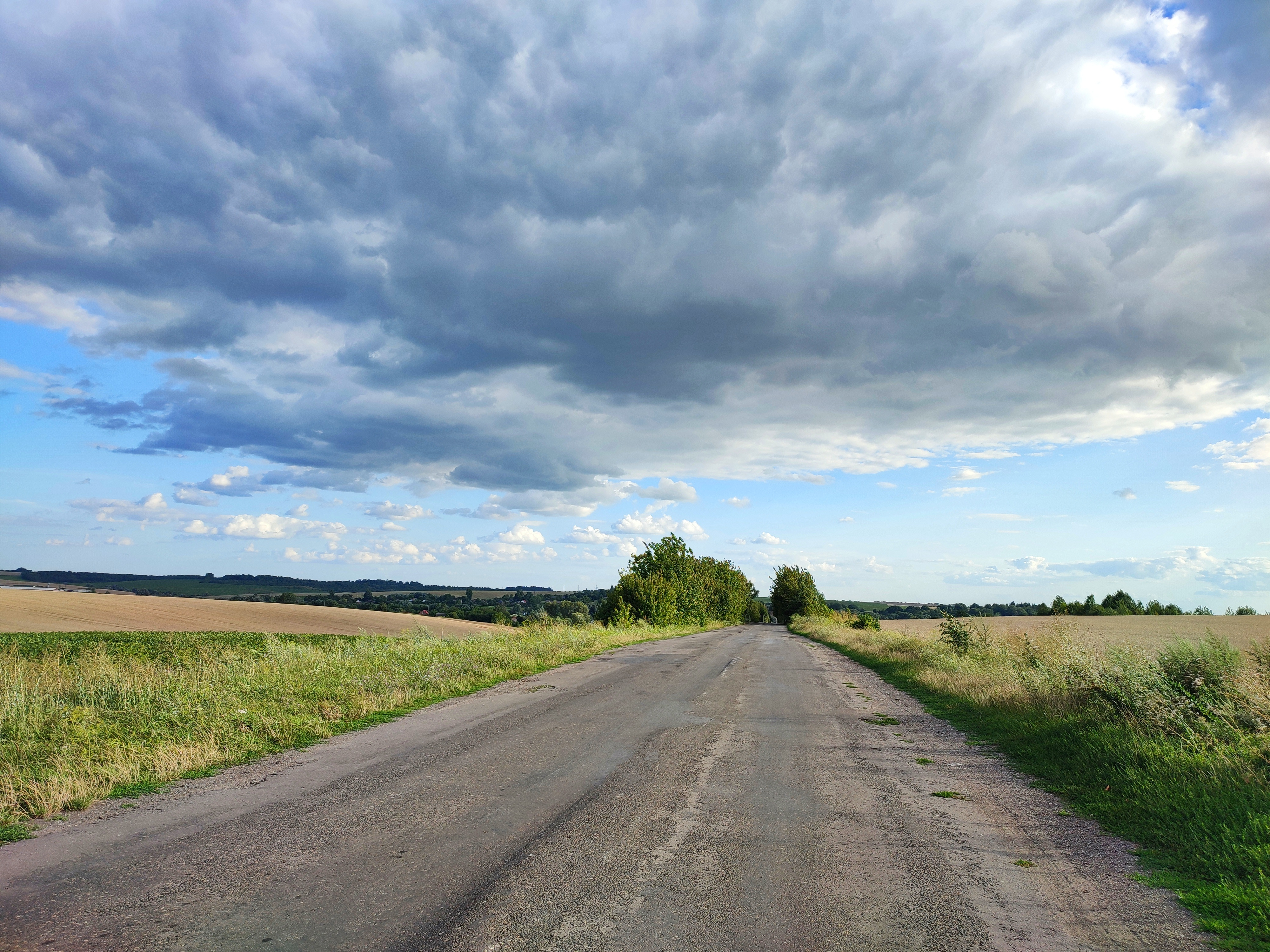
Автошлях Т2302 в напрямку села
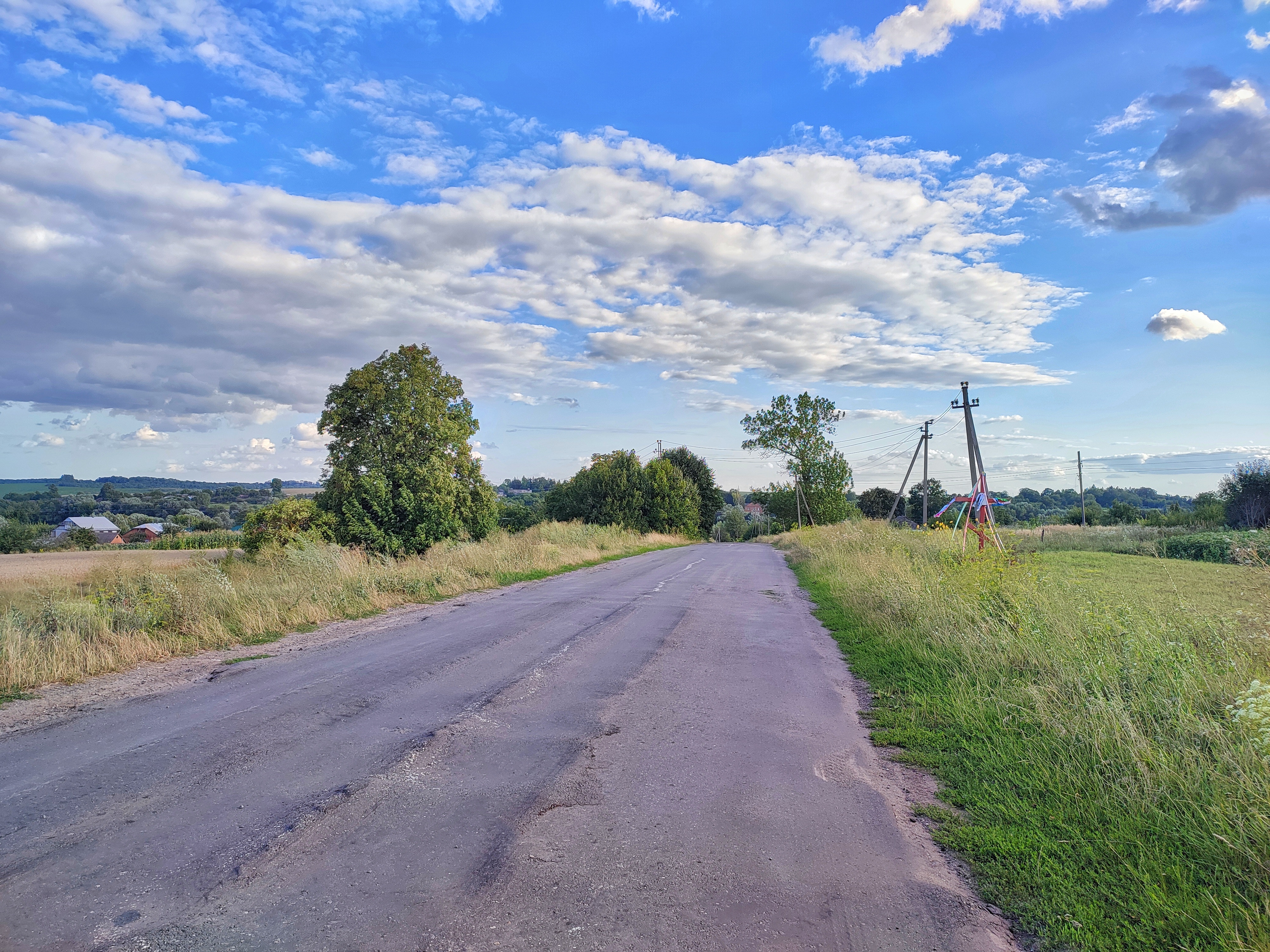
Автошлях Т2302 в напрямку села
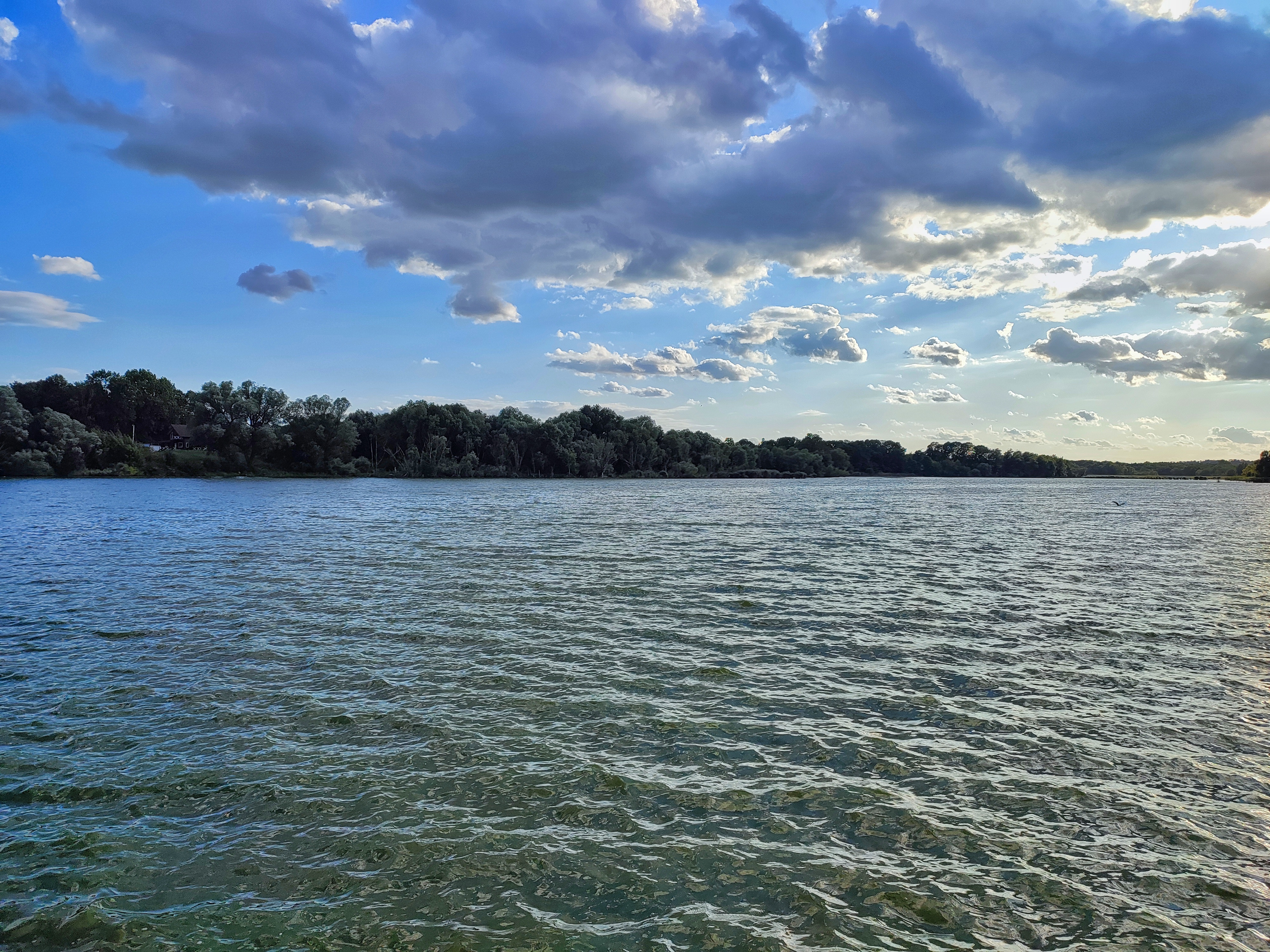
Сільський став
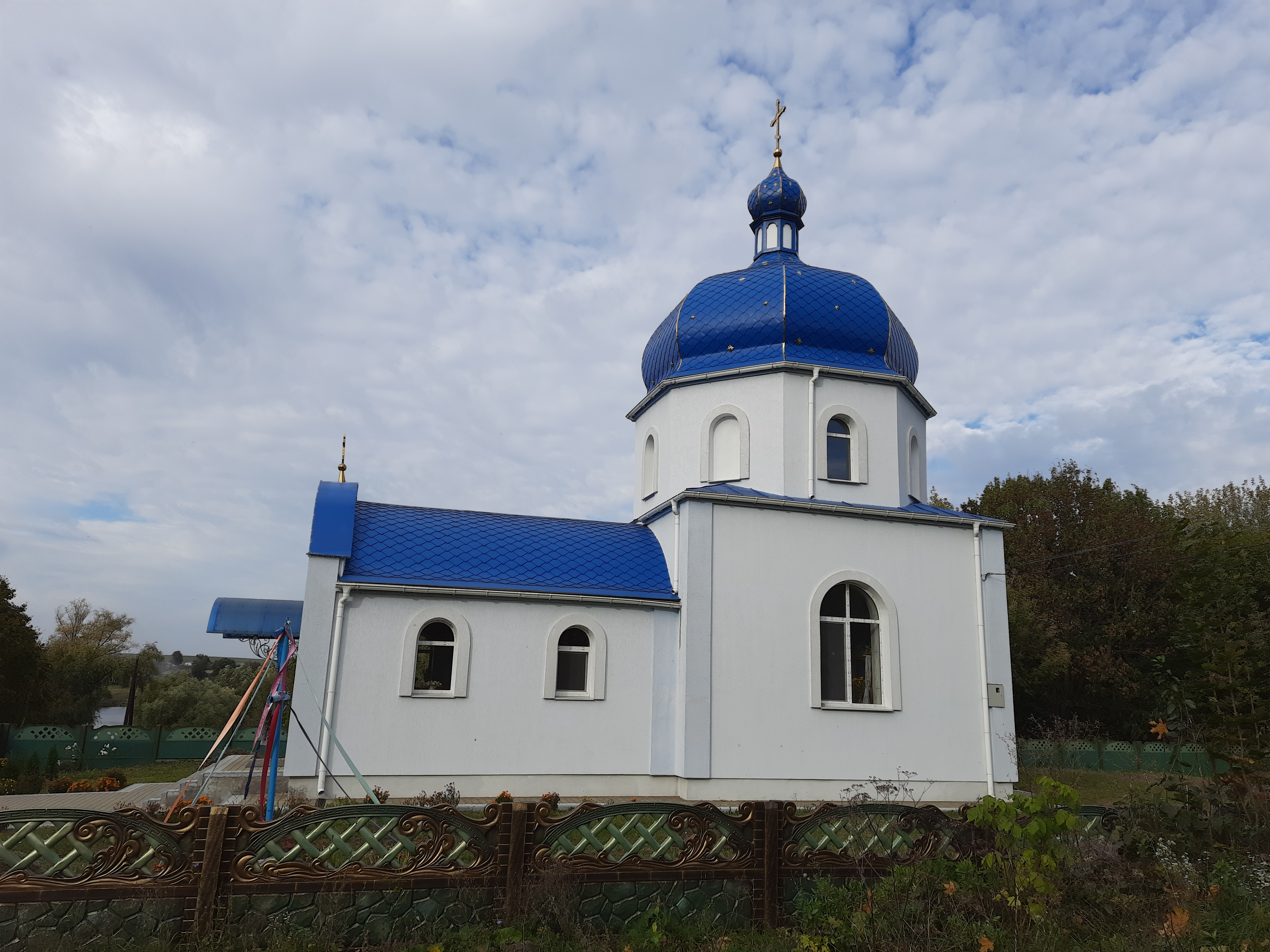
Церква Покрови Пресвятої Богородиці
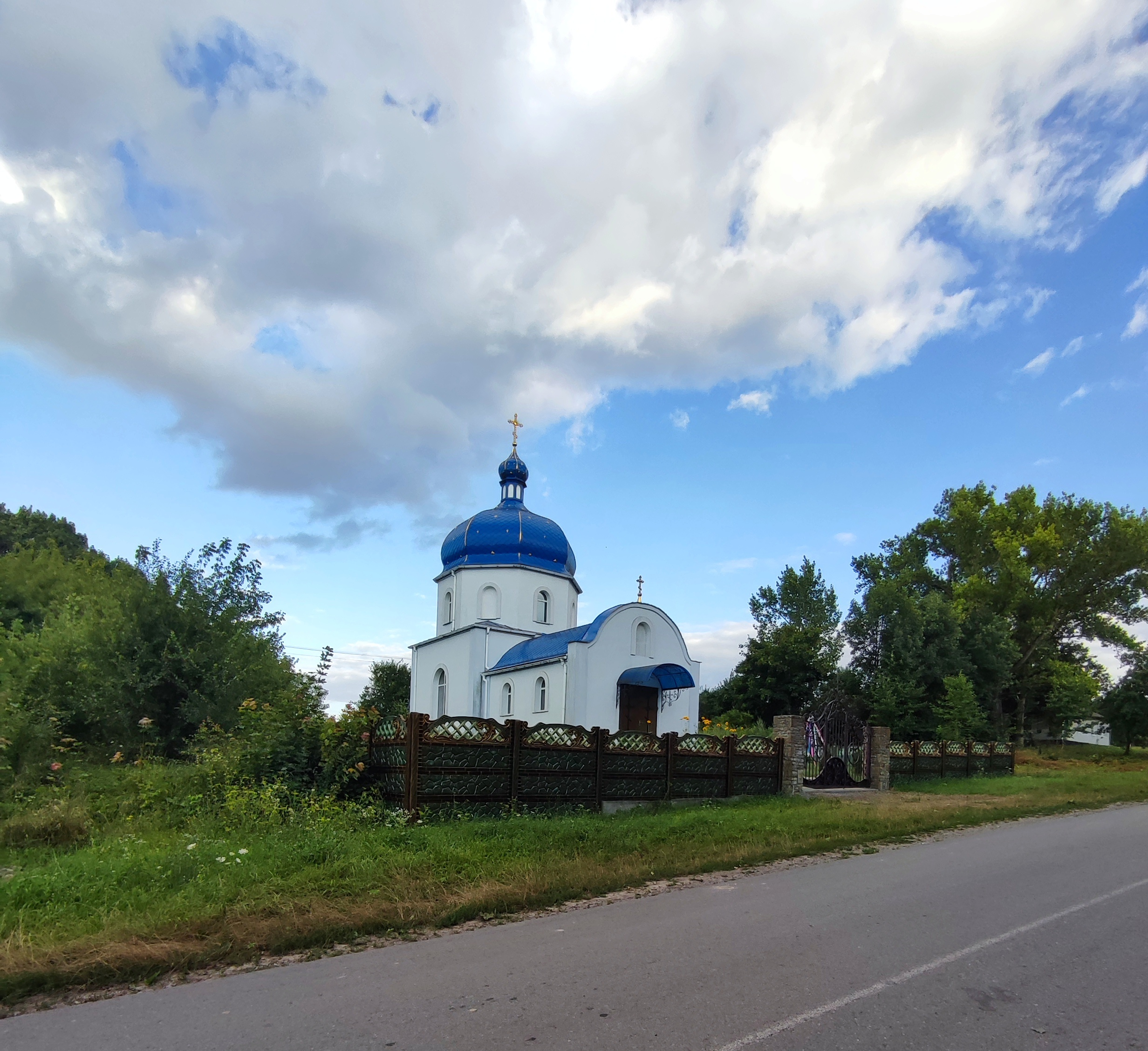
Церква
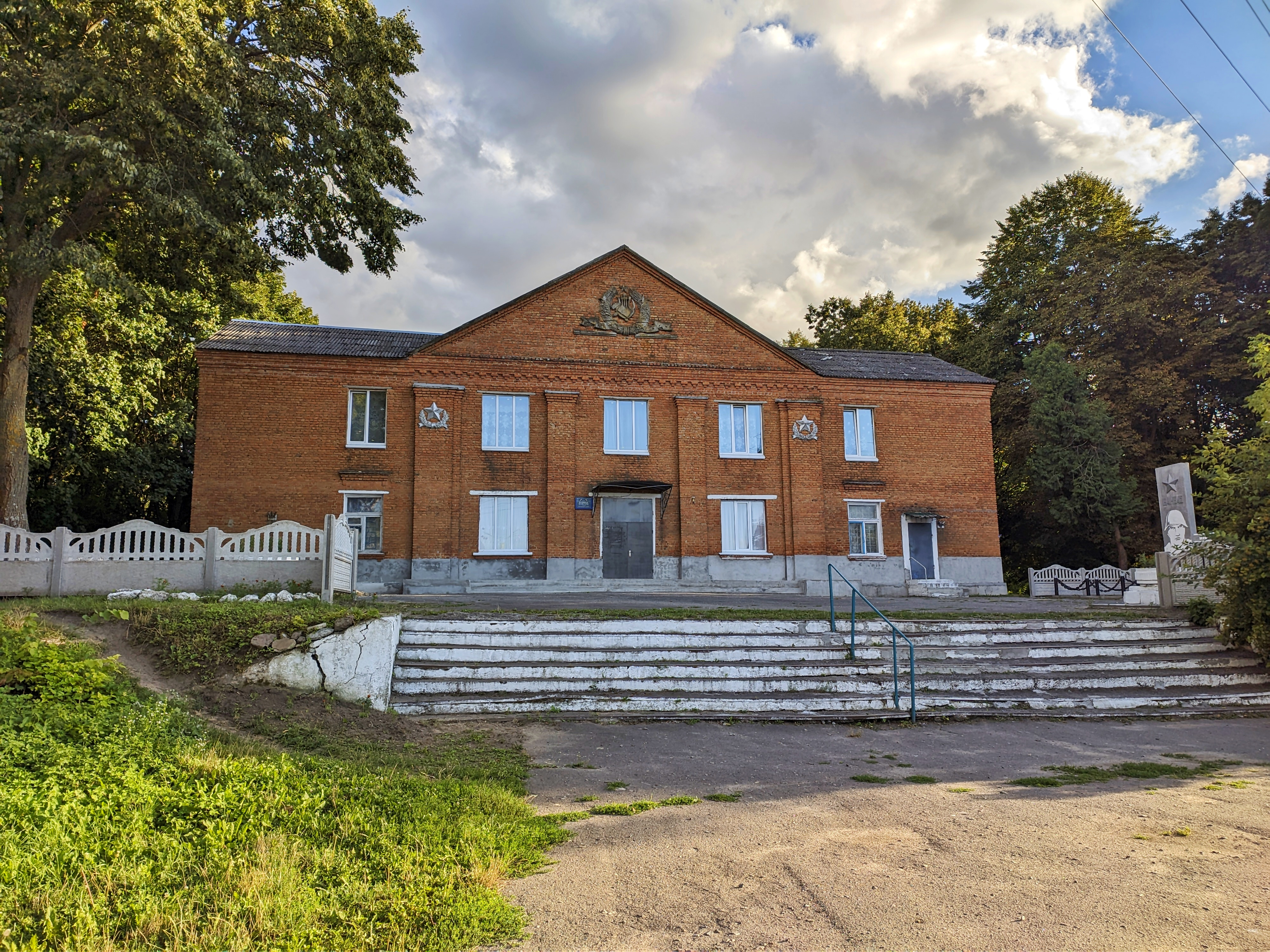
Будинок культури
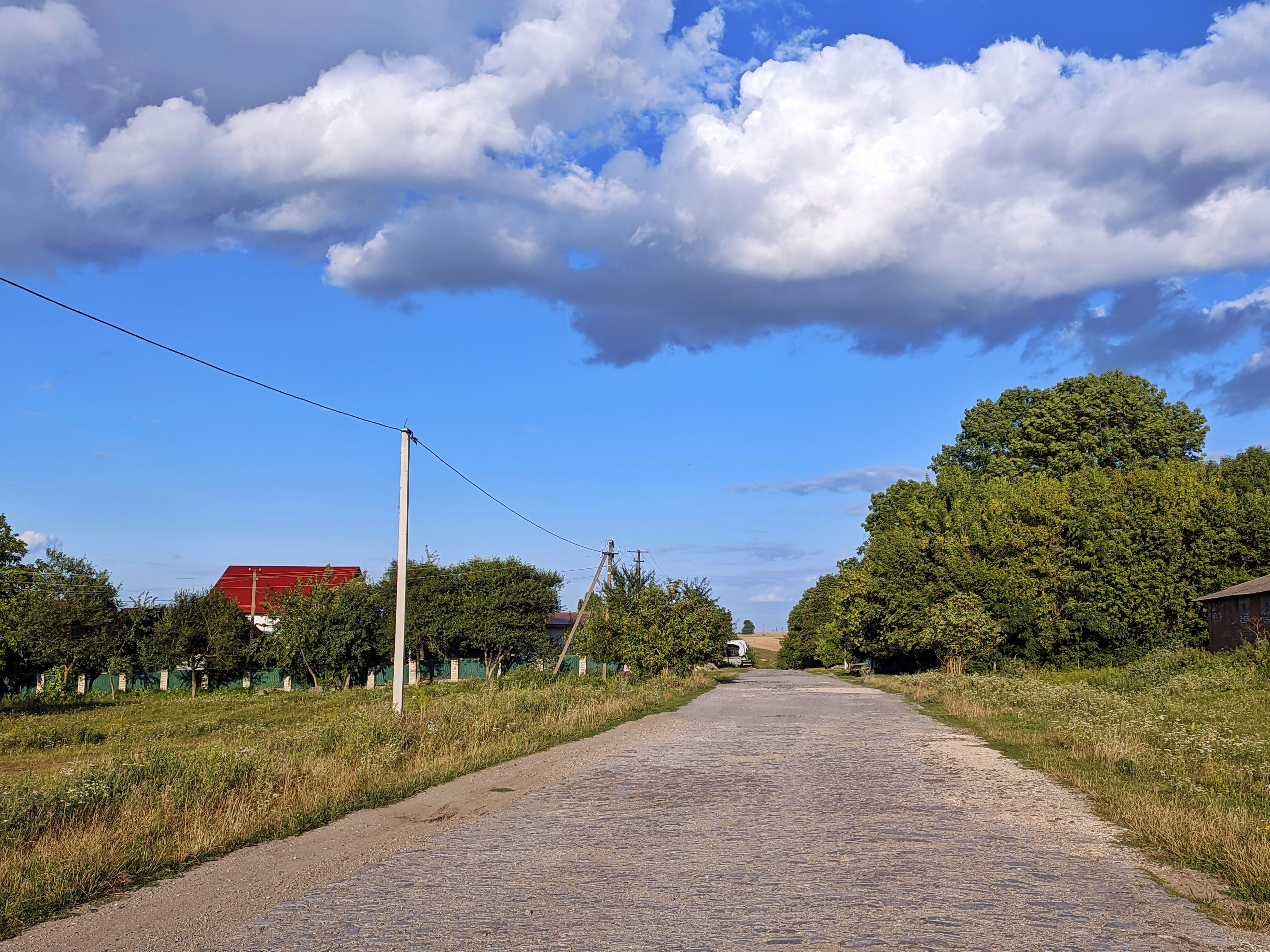
Сільська вулиця
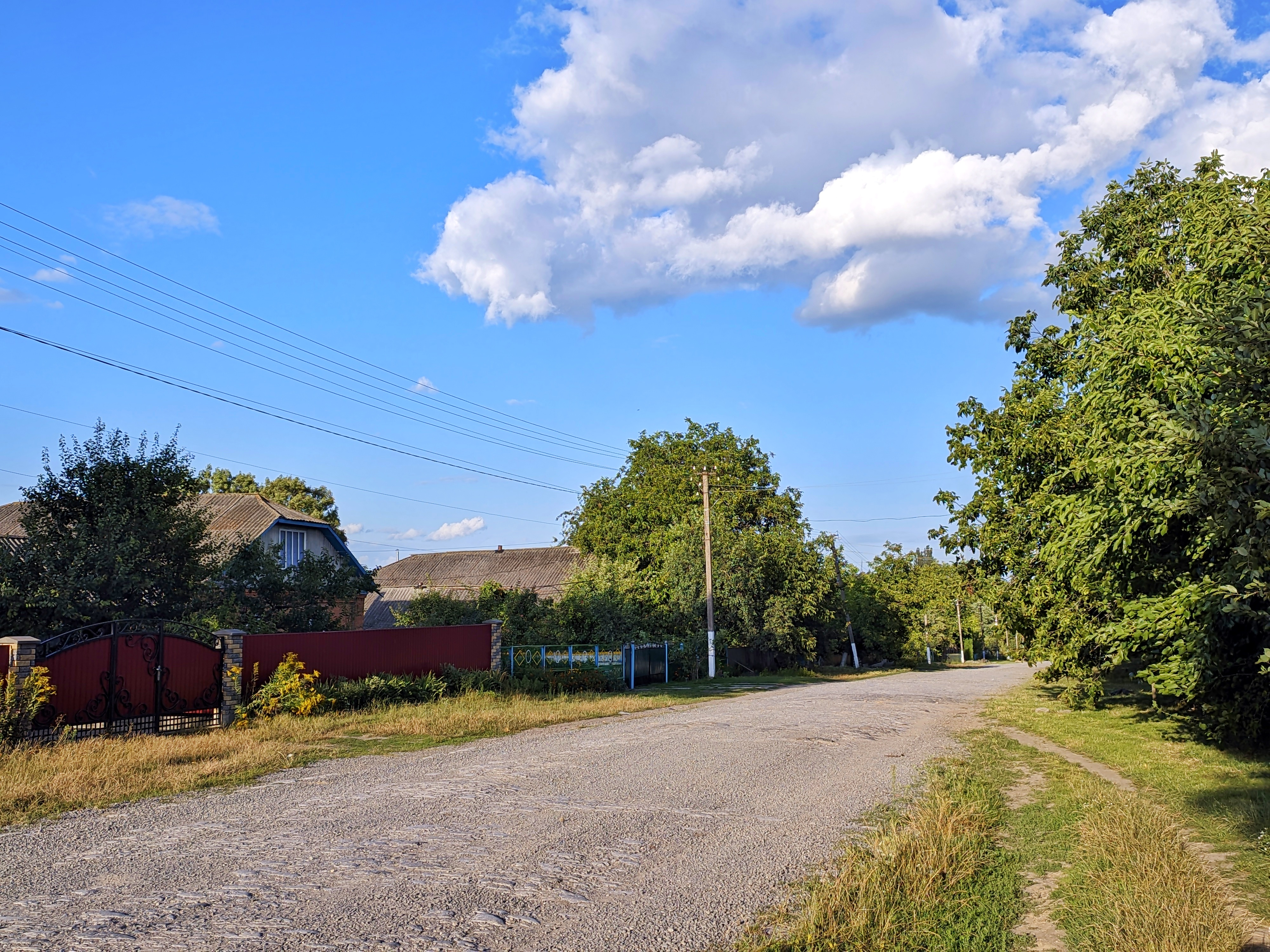
Сільська вулиця у східній частині села
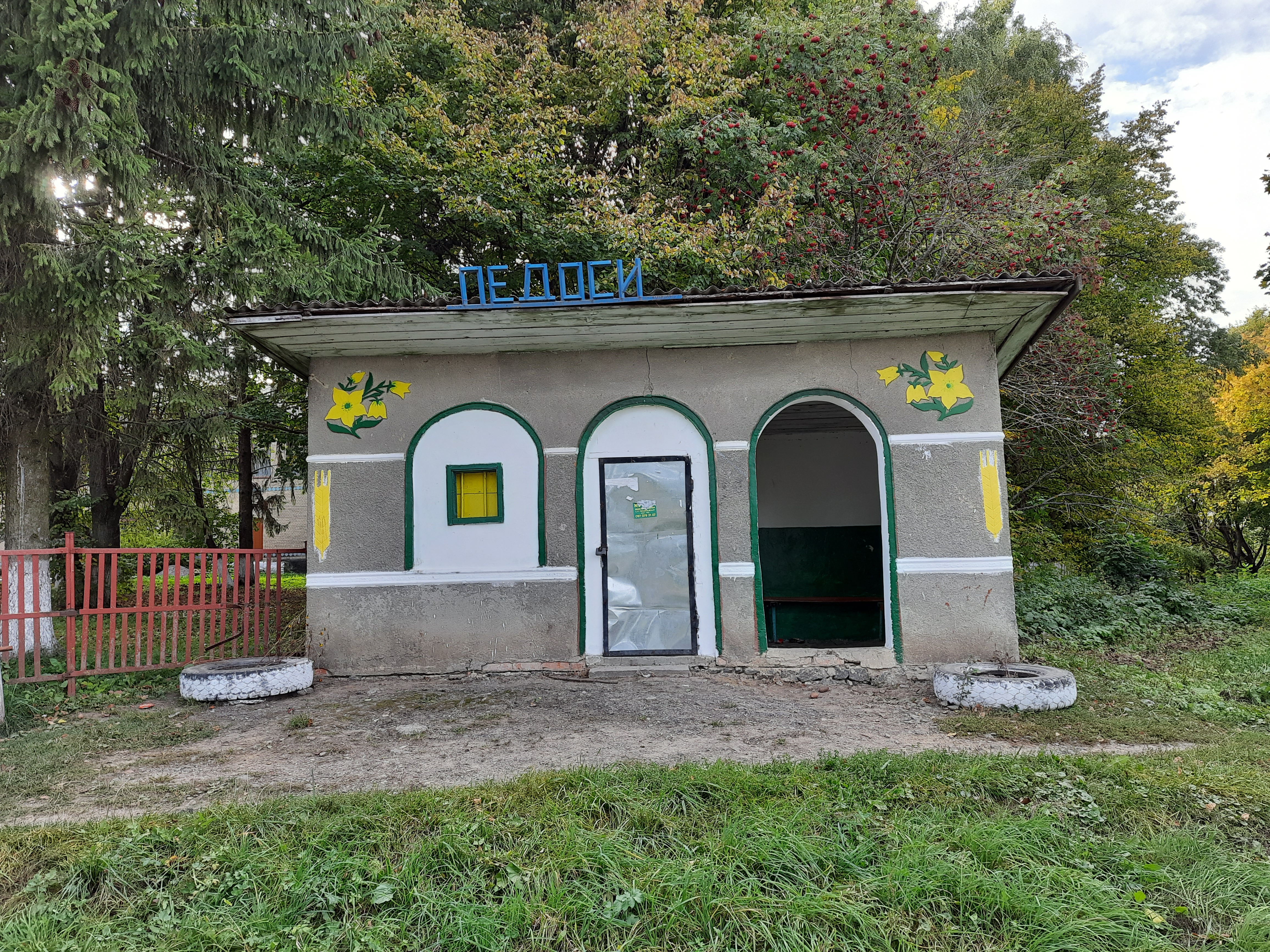
Автобусна зупинка
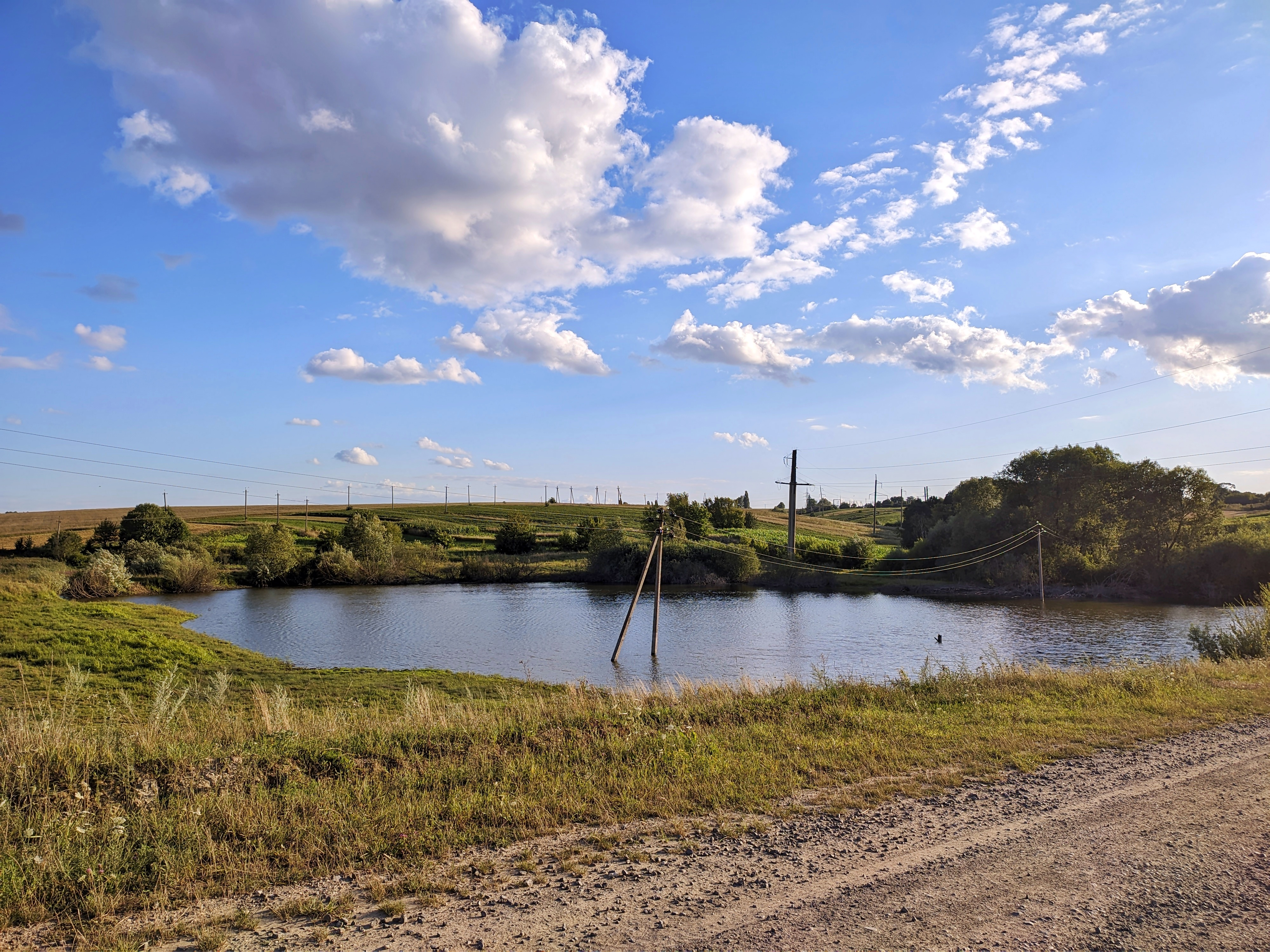
Невелике озерце на східній околиці Педосів
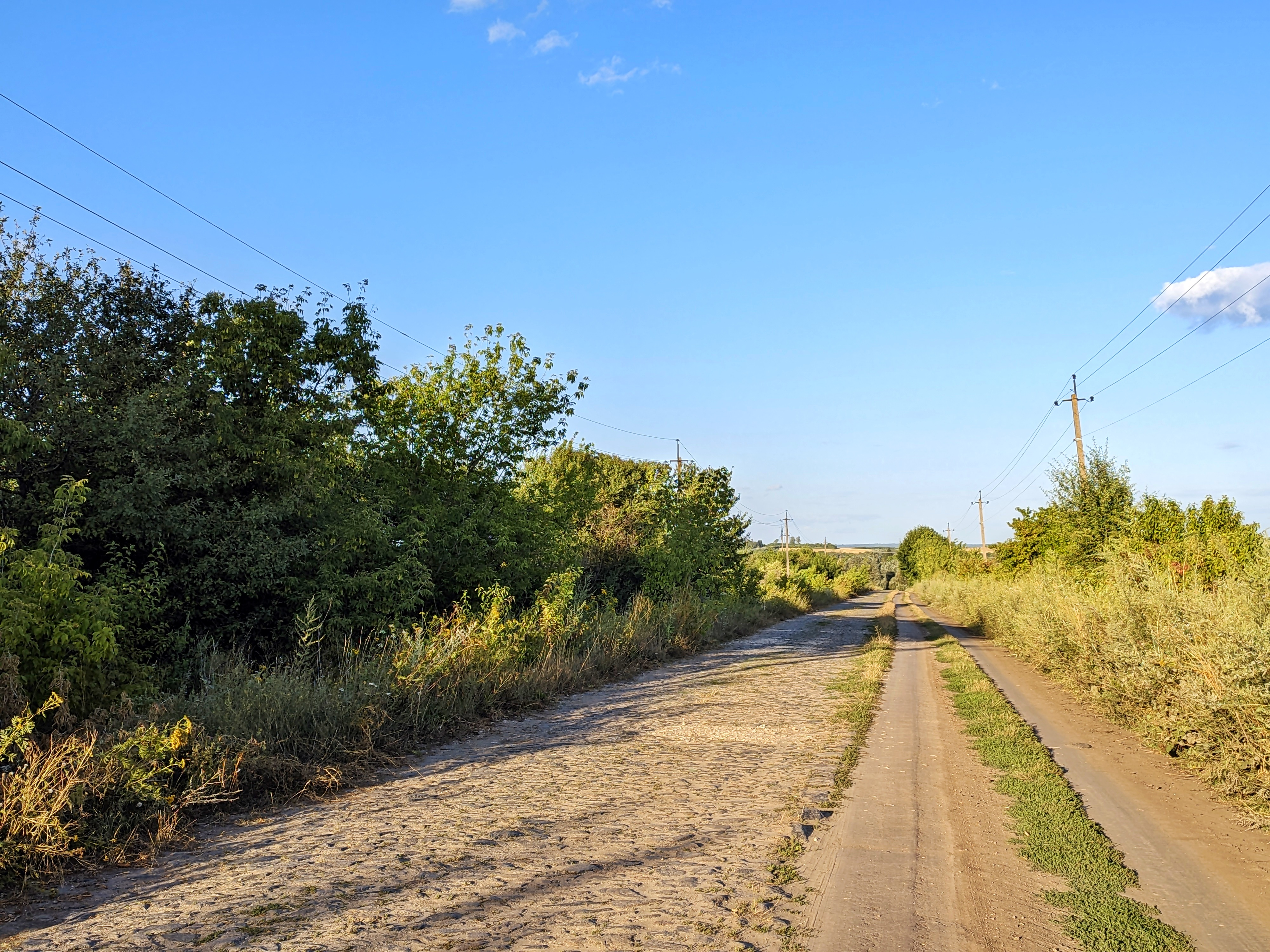
Забрукований шлях на Бережанку
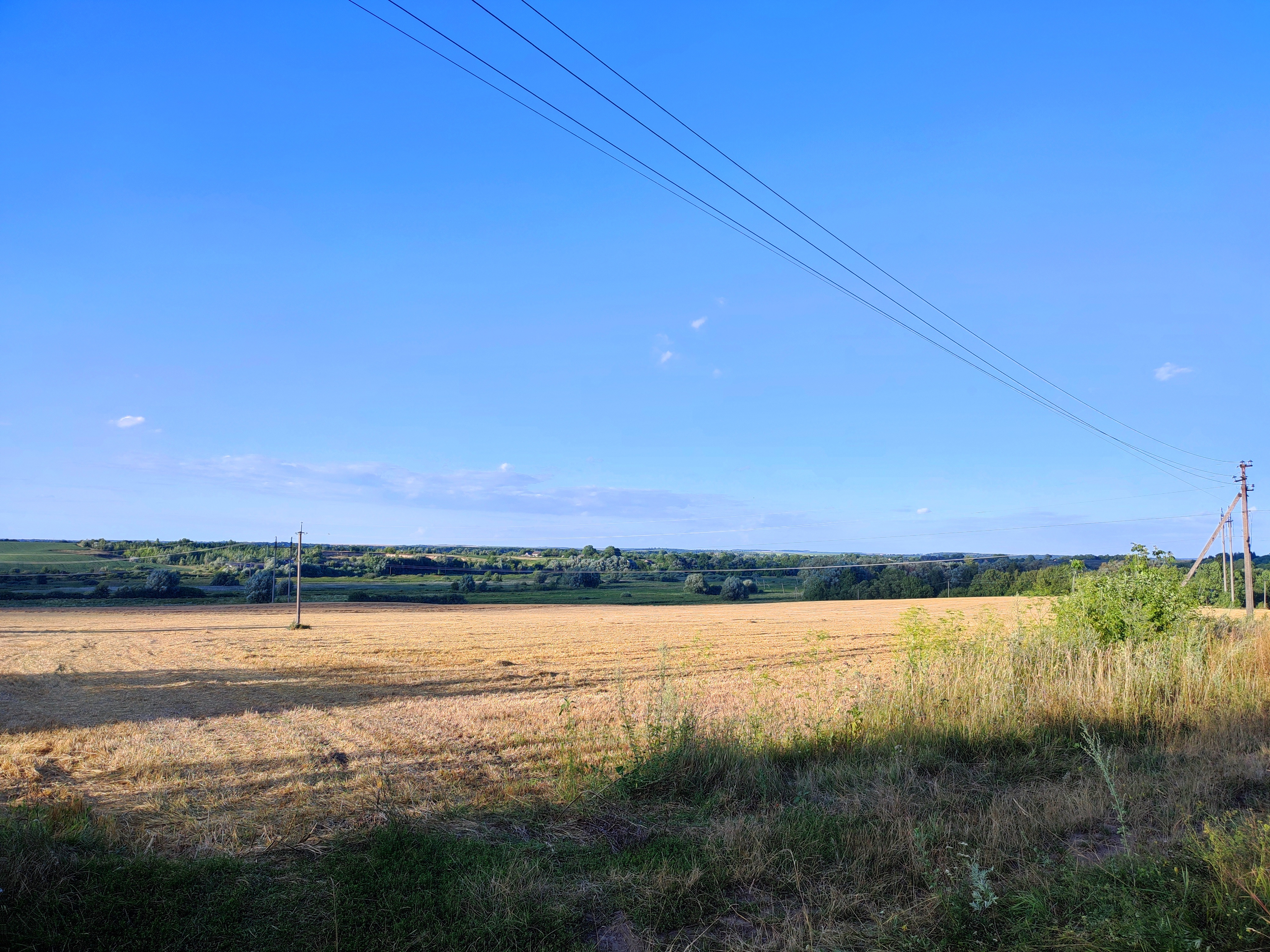
Околиці села

## Джерело
- Погода в селі Педоси